# بنجامين كاتر
بنجامين كاتر (بالإنجليزية: Benjamin Cutter)‏ هو ملحن أمريكي، ولد في 1857، وتوفي في 1910.

## وصلات خارجية
- بنجامين كاتر على موقع ميوزك برينز (الإنجليزية)